# Structure de Kalambo
La structure de Kalambo est une structure en bois datée de la fin du Paléolithique inférieur en Afrique. Deux pièces de bois ont été exhumées parmi d'autres outils en bois sur le site de Kalambo, situé du côté zambien des chutes de Kalambo, qui marquent à cet endroit la frontière entre la Zambie et la Tanzanie. C'est la plus vieille structure en bois connue dans le monde à ce jour. Grâce à la technique de datation par luminescence stimulée optiquement (DLSO), elle est estimée âgée d'environ 476 000 ans, précédant ainsi l'émergence d'Homo sapiens en Afrique,.

## Historique
Dans les années 1950 et 1960, des fouilles archéologiques près des chutes de Kalambo ont livré de probables artéfacts en bois. L'origine humaine restait néanmoins incertaine en raison de leur usure très importante. Cette zone fait partie du site préhistorique des chutes de Kalambo.
La structure en bois et ses outils, ainsi que des outils lithiques acheuléens, ont été découverts en 2019 sous la rivière Kalambo. La découverte a surpris par le très bon état de conservation du bois. Selon les découvreurs, les sédiments fluviatiles ayant enveloppé la structure ont conservé le bois, le plus souvent hautement périssable,.

## Description
La structure comporte deux pièces de bois de l'espèce saule à gros fruits (ou Combretum zeyheri) imbriquées, reliées par une encoche, de sorte qu'elles s'emboitent perpendiculairement. La plus petite mesure 141,3 cm et possède des extrémités effilées et une encoche en forme de U recouvrant la plus grosse qui passe dans cette encoche.
L'encoche présente des traces de façonnage par écorçage. La spectroscopie infrarouge révèle également l'utilisation du feu dans la fabrication. Le tronc inférieur présente, au milieu et tout le long de son extrémité, des stries en forme de V, indiquant la possibilité d'un frottement.

## Datation
En utilisant la technique de datation par luminescence stimulée optiquement, les pièces de bois ont pu être datées de 476 000 ± 23 000 ans. La datation par le carbone 14 a seulement montré un âge supérieur à la limite maximale de la méthode, qui est d'environ 50 000 ans.

## Interprétation
Selon l'équipe de fouilles, cette structure aurait été utilisée soit comme une partie d'une plateforme afin de garder la nourriture et le bois à bruler au sec, soit comme une base pour construire une habitation. Cette découverte pourrait indiquer que dans cette région les humains étaient en partie sédentaires.

## Alentours
Une autre pièce de bois, aux extrémités fines et présentant une encoche similaire aux deux premières, a été décrite sur un autre site des chutes de Kalambo. Bien qu'elle n'ait pas été identifiée comme faisant partie d'une structure, elle est aussi datée de l'Acheuléen.
D'autres outils en bois un peu plus récents (datés entre 390 000 et 324 000 ans) ont été découverts sur d'autres sites de fouilles proches du site de la structure en bois.

## Analyse
Larry Barham, de l'université de Liverpool, responsable de l'équipe de fouilles, pense que ces outils en bois étaient potentiellement plus fréquents que les outils en pierre durant le Paléolithique. Le bois étant un matériau périssable, il ne se conserve cependant pas la plupart du temps. Les auteurs de la découverte font le lien avec l'apparition, vers la même époque ou peu après, de la technique de l'emmanchement, qui consiste à fixer une pointe de pierre taillée sur une hampe ou sur un manche en bois à encoche, à l'aide d'un lien ou d'une substance liante.
L'époque de la construction de la structure de Kalambo coïncide avec une couverture forestière abondante du bassin de la rivière Kalambo. Les découvreurs estiment que l'abondance de ressources alimentaires, une nappe phréatique élevée et la surélévation des constructions au dessus de la plaine inondable ont pu créer des conditions propices à une occupation durable.
Cette découverte précède l'émergence connue d'Homo sapiens d'environ 150 000 ans. Comme aucun vestige fossile humain n'a été découvert sur le site de Kalambo, aucune attribution n'a été faite par les auteurs, même si cette époque correspond à celle d'Homo rhodesiensis en Afrique (d'environ 600 000 à 300 000 ans).